# 函館市立湯川小学校
函館市立湯川小学校（はこだてしりつゆのかわしょうがっこう）は、北海道函館市に設置された公立小学校である。

## 沿革
- 1880年（明治13年） - 公立湯の川学校として開校。
- 1883年（明治16年）- 公立湯の川小学校と改称。
- 1939年（昭和14年）- 函館市立湯の川小学校と改称。
- 1941年（昭和16年） - 国民学校令により、湯の川国民学校と改称。
- 1947年（昭和22年） - 学制改革により、函館市立湯の川小学校と改称。
- 1960年（昭和35年） - 屋内運動場建築築[2]。
- 1968年（昭和43年） - 校舎建築[2]。
- 1969年（昭和44年） - 校舎建築[2]。
- 1974年（昭和49年） - 校舎建築[2]。
- 1983年（昭和58年） - この年から1986年（昭和61年）まで、校舎・防音改築工事実施。
- 1991年（平成3年） - 本校を含む函館市内全小中学校にコンピュータ導入。
- 2018年（平成30年） - 函館市立湯川小学校と改称。

## 通学区域
- 湯川1丁目（全域）
- 湯川2丁目（全域）
- 湯川3丁目（全域）
- 戸倉（1～12番・33～37番・130～134番・143番・146～155番・158～160番・281番・302番・316～319番）
- 榎本（1～15番）
- 根崎（全域）
- 高松（1～5番・105番・145～227番・236～268番・315～375番・406～435番・451～455番・457番・458番・462～466番・515番3号・516番(1〜4号)・517番(1号・2号)・521～560号）

## 進学先中学校
- 函館市立湯川中学校 - 湯川1丁目・湯川2丁目・根崎・高松から通う児童の進学先
- 函館市立戸倉中学校 - 湯川3丁目・戸倉・榎本から通う児童の進学先

## 周辺
- 函館市医師会
  - 看護・リハビリテーション学院
  - 健診検査センター
- 湯川幼児公園
- 南北海道教育センター
- 松倉川
- イオン湯川店
- なお、松倉川の南側には、根崎公園（根崎野球場・アーチェリー場・少年運動広場）や函館空港もある。

## アクセス
- 函館バス「7」・「12」・「59」・「66」・「70」・「75」・「76」・「96」・「99」の各系統で、「湯川小学校前」停留所より、学校正門まで、
  - 競馬場前・五稜郭・亀田経由函館空港行、日吉町・亀田・五稜郭経由函館空港行、競馬場前・五稜郭・市立函館病院経由昭和ターミナル行、花園町・五稜郭・函館駅前経由函館バスセンター行、五稜郭・亀田・石川町経由昭和ターミナル行、花園町・亀田経由昭和ターミナル行・函館高等支援学校行、花園町経由日吉営業所行、花園町・流通センター経由昭和ターミナル行、湯川温泉・松風町経由函館駅前行、柏木町・堀川町・函館駅前経由函館バスセンター行、競馬場前・堀川町・函館駅前経由函館バスセンター行のりばから、すぐそば。
  - 湯川団地経由函館空港行、瀬戸川町経由函館空港行、旭岡団地経由旭岡中学校前行、旭岡経由銭亀沢中学校前行、椴法華支所行、鹿部出張所行のりば（青森みちのく銀行湯川出張所前）から、徒歩約145m・約2分（学校正門からバス停留所まで直線距離は約35mほどと近いが、道道83号を跨ぐ歩道橋を経由する必要があるため、約4倍の距離となる）。
- 函館市電湯の川線で、終点湯の川電停から、徒歩約540m・約8分。
- 函館空港より、
  - 上述の函館バスに乗車し、「湯川小学校前」停留所下車。
  - 車で、約3.4km・約6分。